# Jerlín ve Vítkovicích
Jerlín ve Vítkovicích je památný solitérní jerlín japonský (Sophora japonica L.), který roste před kostelem svatého Pavla na Mírovém náměstí v nadmořské výšce 229 m, v městském obvodu Vítkovice statutárního města Ostrava na Moravě. Geograficky náleží do Moravskoslezského kraje a geomorfologického celku Ostravská pánev.

## Historie a popis
Jerlín ve Vítkovicích je celoročně volně přístupný. Dne 1. ledna 1990 byl Magistrátem města Ostrava vyhlášen památným stromem. K datu roku 2023, je to jediný památný jerlín v Moravskoslezském kraji. Podle údajů z roku 1990:
| Obvod kmene (ve výčetní výšce): | 2,4 m                                                        |
| Výška stromu:                   | 14 m                                                         |
| Ochranné pásmo stromu:          | vyhlášené v souladu se zákonem (svislý průměr koruny stromu) |
| Datum prvního vyhlášení:        | 1. ledna 1990                                                |
| Odhad stáří stromu k roku 2023  | asi 120 let                                                  |

Kvůli prosychání byl strom prořezán a je v dobré kondici. Strom je celoročně volně přístupný a v jeho blízkosti se nachází další památný strom Platan u fary na Mírovém náměstí.

## Galerie

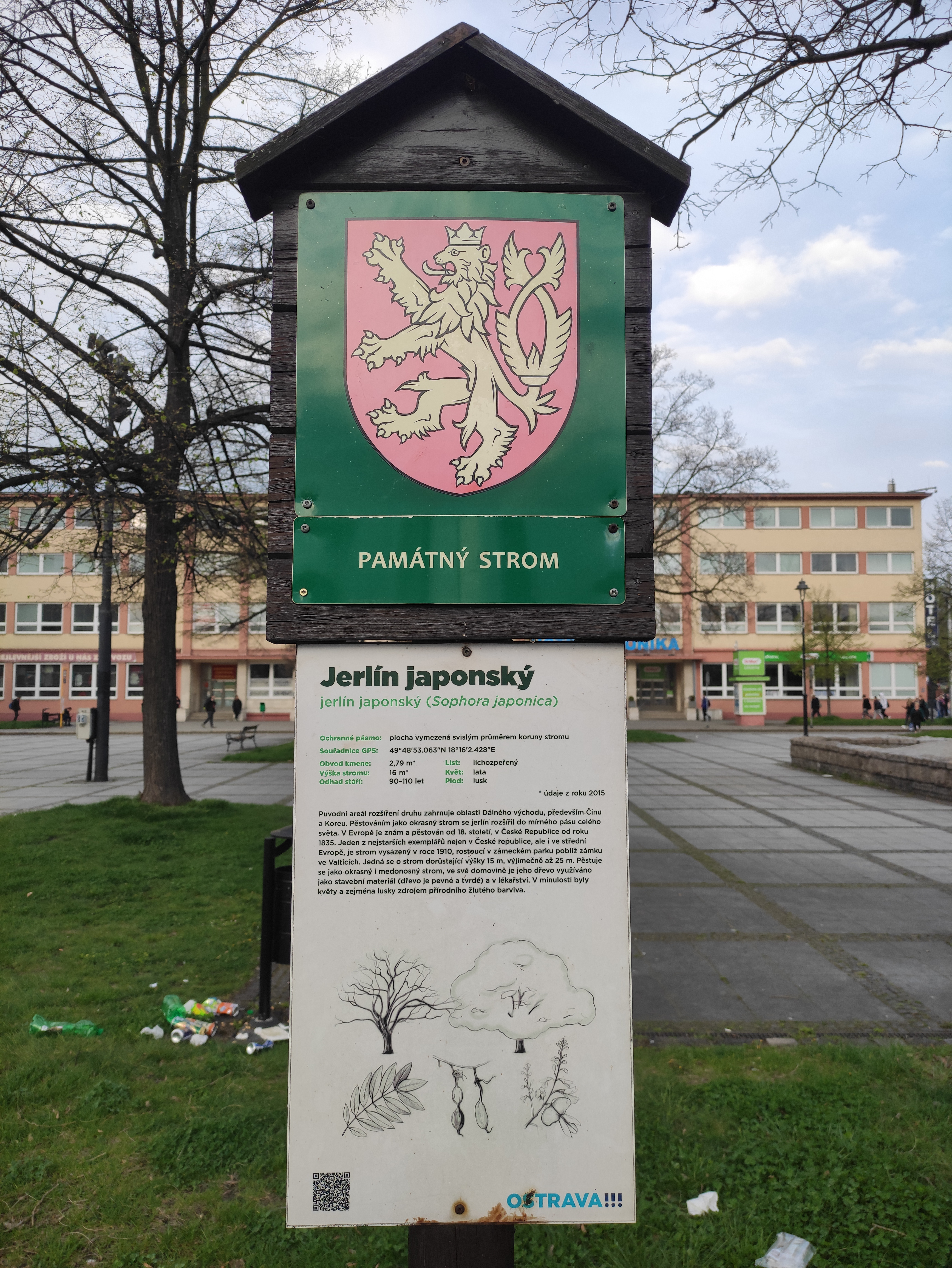
Informační panel u stromu
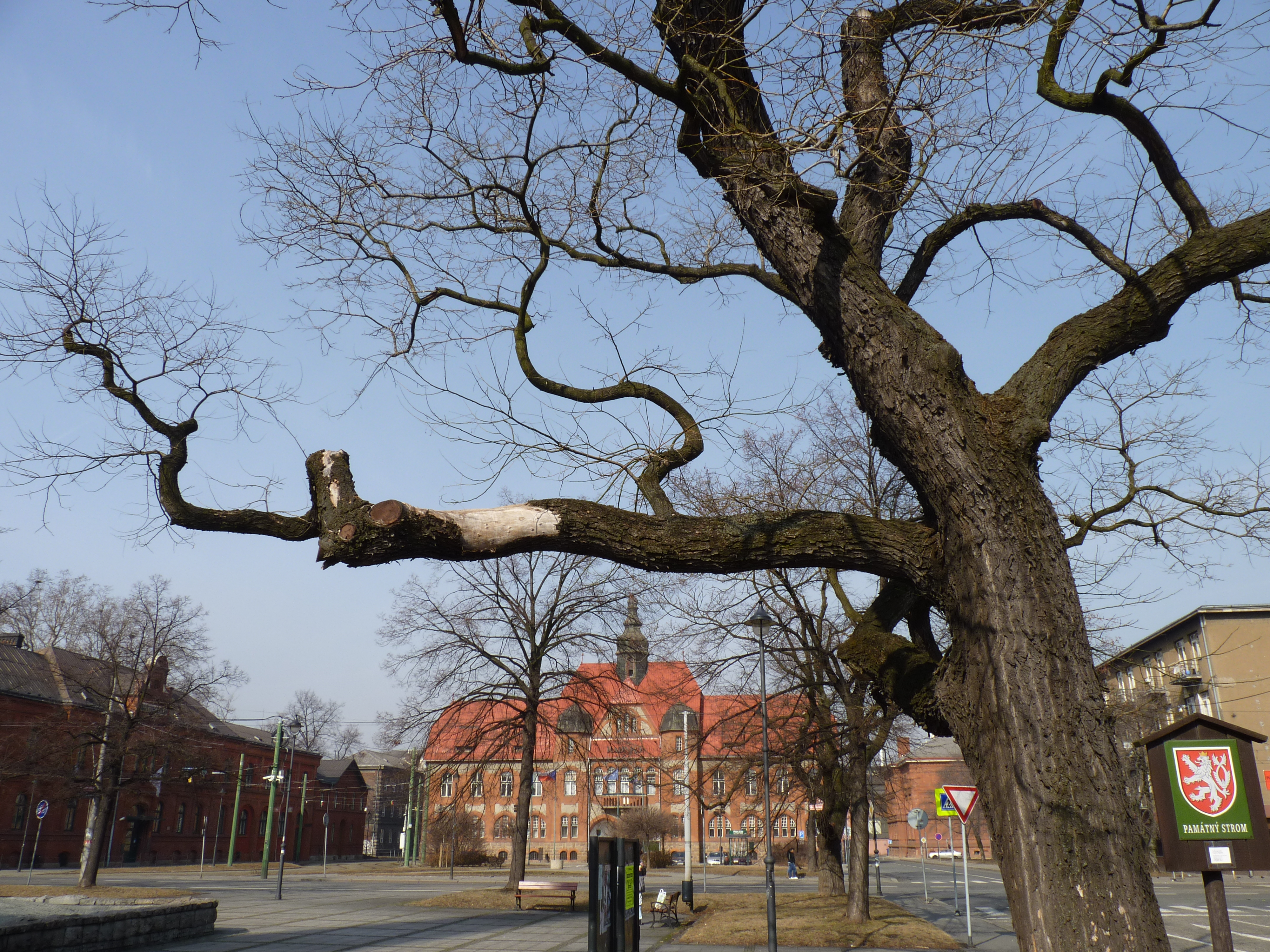
Strom v březnu 2012